# Robert Travers Herford
Pour les articles homonymes, voir Hereford et Travers.
Robert Travers Herford B.A., D.D., Litt.D. (1860-1950) était un pasteur britannique unitarien et spécialiste de la littérature rabbinique.

## Biographie
Il était le petit-fils de John Gooch Robberds et le frère du professeur C. H. Herford, de Manchester University. Herford a fait ses études à Owens College, Manchester, et Manchester New College, Londres (BA 1880) Puis, en tant que Hibbert Scholar, il a étudié à l'Université de Leyde. De 1914 à 1925 il était bibliothécaire de Dr Williams's Library, Grafton Street, Londres.
En 1886, le premier travail de Herford sur le Talmud est apparu dans un article sur "Le Talmud de Jérusalem", il a ensuite contribué au The Christian Reformer. De 1914 à 1925, il vécut à Londres, après avoir été nommé responsable de la bibliothèque du Dr Williams. En 1928 parut un autre volume important de nature plus populaire, Judaism in the New Testament Period, publié pour l'Assemblée générale des Églises unitariennes et libres.
Il a été noté comme l'un des premiers érudits chrétiens des pharisiens à adopter une position neutre entre le Talmud et le Nouveau Testament.

## Publications
- Christianity in Talmud and Midrash, 1903[6]
- Pharisaism: Its Aim and Its Method, 1912
- "What the World Owes to the Pharisees", The Menorah Journal, 1919[7]
- Ethics of the Talmud: Sayings of the Fathers, 1962